# BUG Verkehrsbau
Die BUG Verkehrsbau SE (Eigenbezeichnung auch BUG-Gruppe, oder BUG-Unternehmensgruppe) ist ein deutsches Unternehmen mit den Tätigkeitsschwerpunkten Bahnbau und Bahnausrüstung. 1990 als Gewerbe und kurz darauf als BUG Bau und Unterhaltung von Gleisanlagen GmbH gegründet, wurde das Unternehmen 2000 in die BUG Verkehrsbau AG umgewandelt. Nach der Verschmelzung der BUG Verkehrsbau AG mit der österreichischen BUGaltera AG 2020 entstand die BUG Verkehrsbau SE als Muttergesellschaft mit diversen Beteiligungen.

## Geschichte

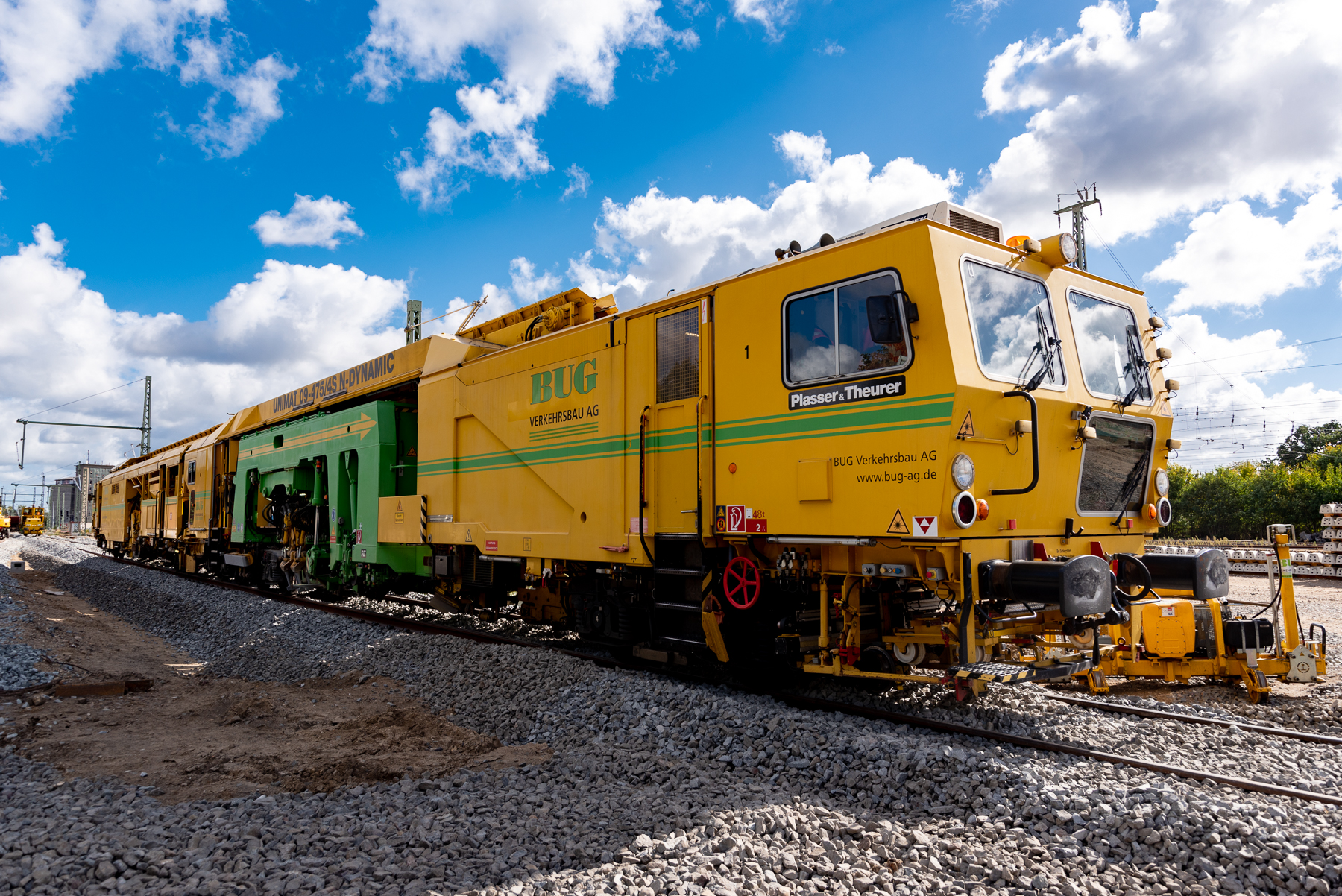
UNIMAT 09-475-4S N-Dynamic Stopfmaschine im Einsatz (Bad Kleinen)

Im Mai 1990 meldete der Diplom-Ingenieur Martin Thomas, der an der Hochschule für Verkehrswesen in Dresden studiert hatte, das Gewerbe für die BUG Bau und Unterhaltung von Gleisanlagen an. Zuvor hatte Martin Thomas bei der Deutschen Reichsbahn über zehn Jahre als technischer Leiter im Bereich Bahnbau und Instandhaltung im Raum Berlin gearbeitet. Am 11. September 1990 erfolgte die Gründung des Unternehmens als GmbH mit der Thormählen Schweißtechnik GmbH als gleichberechtigte Gesellschafterin. Das neue Unternehmen nahm seinen Sitz im Bezirk Treptow in Osten Berlins (Ortsteil Niederschöneweide). Hauptsächlich wurden Bahnbauleistungen im Bereich Gleisbau ausgeführt. Die BUG Bau- und Unterhaltung von Gleisanlagen GmbH verlegte noch 1990 ihren Sitz in den Ortsteil Johannisthal, später nach Kaulsdorf.
Im Dezember 1996 verließ die Thormählen Schweißtechnik das Unternehmen als Gesellschafterin. Im Dezember 1998 verlegte das Unternehmen seinen Sitz von Berlin nach Brandenburg in die Gemeinde Dahlwitz-Hoppegarten. Mit der Sitzverlegung gründete die Geschäftsleitung die BUG Vermietungsgesellschaft als Besitzgesellschaft.
Im Juni 2000 wurde das Unternehmen in die BUG Verkehrsbau AG umfirmiert. Mitte 2005 erweiterte die BUG Verkehrsbau AG ihr Tätigkeitsgebiet mit einer Niederlassung im bayerischen Senden bei Ulm. Im Februar 2018 wurde die Niederlassung geschlossen und als Standort der BUG-Gruppe nach Kleinrinderfeld verlegt. In den Jahren danach folgten weitere Standorte: 2006 in Dresden, 2007 im polnischen Poznań, welcher fünf Jahre später nach Szczecin verlegt und 2018 stillgelegt wurde, sowie 2009 in Lübbenau. Im April 2006 wurde erstmals im europäischen Ausland, in der türkischen Hauptstadt Ankara, eine BUG-Niederlassung gegründet. Nach dreieinhalb Jahren wurde diese unter anderem aus wirtschaftlichen Gründen wieder geschlossen. Im März 2021 wurde der Standort Chemnitz gegründet.
Nach der Verschmelzung der BUG Verkehrsbau AG mit der österreichischen BUGaltera AG 2020 entstand die BUG Verkehrsbau SE als Muttergesellschaft mit diversen Beteiligungen.
Seit November 2014 befindet sich der Unternehmenssitz der der BUG Verkehrsbau SE in Berlin-Mahlsdorf, eingetragen ist sie beim Amtsgericht Charlottenburg. Im Geschäftsjahr 2018 erreichte die Gruppe mit über 112 Mio. Euro erstmals einen Umsatz über 100 Mio. Euro. Im selben Jahr wurde der Name BUG-Gruppe als Marke im Deutschen Patent- und Markenamt registriert.
Zum 1. April 2022 wechselte der Gründer, Martin Thomas, in den Aufsichtsrat der BUG Verkehrsbau SE. Roland Müller wechselte vom Vorstand in den Vorstandsvorsitz und Marian Thomas, Sohn des ehemaligen Gründers, übernahm die Rolle des Vorstands.

## Geschäftsfeld und Beteiligungen
Nach dem Gleisbau begann die BUG Verkehrsbau SE mit den Jahren in weiteren Geschäftsfeldern Leistungen anzubieten. Über ihre Tochterunternehmen arbeitet sie heute in den Bereichen Ingenieur- und Tiefbau, Elektro- und Kommunikationstechnik sowie Vermietung von Maschinen. Mit dem Ausbau des Leistungsangebots gingen Ausgliederungen und zugleich Aufnahmen an Beteiligungen und damit die Bildung der Unternehmensgruppe einher. Folgend werden die zur BUG-Gruppe gehörenden Unternehmen behandelt. Die Geschäftsführungen werden seit dem 1. April 2022 von Roland Müller und Marian Thomas wahrgenommen.

### BUG Verkehrsbau SE
Das Hauptgeschäftsfeld der seit 2020 firmierenden BUG Verkehrsbau SE liegt seit der Gründung ihrer beiden Vorgängergesellschaften, der BUG Bau und Unterhaltung von Gleisanlagen GmbH (bis 2000) und BUG Verkehrsbau AG (2000–2020), im Bahnbau und Bahnausrüstung. Die BUG Verkehrsbau SE ist zumeist in den neuen Bundesländern, aber auch darüber hinaus in ganz Deutschland tätig. Häufige Auftraggeber sind die Deutsche Bahn, insbesondere ihre beiden Tochterunternehmen DB Netz und DB Station&Service, und des Weiteren die Berliner Verkehrsbetriebe, die Dresdner Verkehrsbetriebe sowie diverse Anschluss- und Werksbahnen.

### BUG Verkehrsbau GmbH
Die BUG Verkehrsbau GmbH hat ihren Sitz in Duisburg-Wehofen und gehört seit 2017 zur BUG-Gruppe. Im Jahr 2018 beschäftigte sie 38 Mitarbeiter. Sie ist Mitglied der Überwachungsgemeinschaft Gleisbau und leistet in diesem Rahmen Qualitätssicherung beim Bau von Bahnbauprojekten. Zum Kerngeschäft des Unternehmens gehören Neu-, Rück- und Umbaue an Gleisen, Installationen von Schienenwechseln und Errichtungen von Bahnübergängen. Hauptsächlich im Auftrag der Deutschen Bahn tätig, führte die GmbH auch Arbeiten für die Stadt Mülheim an der Ruhr und Thyssenkrupp aus.

### BUG Vermietungsgesellschaft mbH
Die 2000 gegründete BUG Vermietungsgesellschaft mbH aus Hoppegarten bei Berlin ist das älteste Tochterunternehmen der BUG-Gruppe und bietet Transporte und Logistik via Schiene an. Sie verfügt über einen Fuhrpark aus Schienenfahrzeugen wie Diesellokomotiven und Güterwagen für die Versorgung von Bahnbaustellen, um Material, Maschinen und Einsatzfahrzeuge zu überführen. Zur Sicherstellung des laufenden Betriebs übernimmt die BUG Vermietungsgesellschaft auch die Koordination zur Bereitstellung von Mitarbeitern, Maschinen und Materialien über die Straße zu den Bahnbaustellen.

### FBB Elektroanlagen & Bahnstrom GmbH
Die FBB Elektroanlagen & Bahnstrom GmbH, vormals OMBUG GmbH, mit Sitz in Berlin-Mahlsdorf wurde 2001 als Tochtergesellschaft der damaligen BUG Verkehrsbau AG gegründet. Das Unternehmen ist in der Bahnausrüstung, insbesondere bei 50-Hz-Bahnanlagen, S-Bahnstromanlagen, Weichenheizungsanlagen sowie der Planung tätig. Die wichtigsten Auftraggeber sind die S-Bahnen Berlin und Hamburg, die DB Netz AG, aber auch die Berliner Verkehrsbetriebe.

### SDB Sicherungsdienst & Bahnservice GmbH
Die SDB Sicherungssdienst & Bahnservice GmbH arbeitet im Bereich der Gleissicherung, um Mitarbeiter vor den Gefahren aus dem Bahnbetrieb zu warnen, und wurde 2017 gegründet. Im Jahr darauf erweiterte das Unternehmen sein Geschäftsfeld unter anderem um den Bereich Vermessung. Im Zuge dessen erfolgte die Übernahme der Geoline Ingenieur Vermessungs GmbH. Für ihre Arbeit greift SDB auf das DB GIS der Deutschen Bahn zu, um geometrische Daten auszuwerten. Seither ist SDB insbesondere Auftragnehmerin der Deutschen Bahn sowie der Berliner Verkehrsbetriebe.

### BahSIG Bahn-Signalbau GmbH
Die BahSIG Bahn-Signalbau GmbH ist seit 1. Januar 2023 jüngstes Tochterunternehmen innerhalb der BUG-Gruppe. Das Unternehmen aus Hoppegarten bei Berlin wurde 1993 gegründet und ist für die Montage und Instandhaltung von technischen Anlagen im deutschen Schienennetz verantwortlich.

### VKLT West GmbH
Die VKLT West GmbH mit Sitz in Schönwalde-Glien bei Berlin wurde im Jahr 1999 gegründet und ist spezialisiert auf die Einrichtung und Unterhaltung von Baustellen mit Verkehrsleittechnik (Verkehrsbeschilderung und Spezialbeschilderung). Mit Jahresbeginn 2017 übernahm die BUG Verkehrsbau SE das Unternehmen und führt es seitdem als Teil der BUG-Gruppe weiter. Neben ihrem ursprünglichen Geschäftsfeld arbeitet VKLT West seit der Übernahme auch im Bahnbau und der Bahnausrüstung.

### Eisenbahn-Historie + Touristik gGmbH
Die Eisenbahn-Historie + Touristik gGmbH ist eine Tochtergesellschaft der BUG Vermietungsgesellschaft mbH und Eigentümerin des ehemaligen Pasewalker Bahnbetriebswerkes der DR-Deutschen Reichsbahn im Landkreis Vorpommern-Greifswald in Mecklenburg-Vorpommern. Das Unternehmen wurde 2017 gegründet, um die Anlage von der Deutsche Bahn AG DB Immobilien zu erwerben. Die EHT gGmbH vermietete in den Jahren 2018 bis 2022 die Gebäude und Freiflächen an den Lokschuppen Pomerania e. V. Seit 2022 hat die EHT gGmbH den Betrieb des Lokschuppens übernommen, nachdem der Verein Lokschuppen Pomerania e. V. diesen eingestellt hat. Das zugehörige, 1863 eröffnete Hauptgebäude und die umliegende Anlage beherbergen auf einer Gesamtfläche von 41.000 m² Schienenfahrzeuge aus dem 19. und 20. Jahrhundert. Damit leistet die BUG-Gruppe einen Beitrag für die Erhaltung von eisenbahntechnischem Kulturgut aus der Vergangenheit. Zukünftig werden auch Weiterbildungs- und Fortbildungsmaßnahmen für die BUG-Gruppe, aber auch für die Region Mecklenburg-Vorpommern, angeboten und durchgeführt. Daneben werden Führungen durch das Gelände und Übernachtungen in ehemals von der DDR-Regierung genutzten MITROPA-Schlafwagen angeboten. Zusätzlich bietet die Anlage ein 2022 saniertes Gästehaus mit Hotelzimmern und Apartments sowie einen Campingplatz. Auch finden über das Jahr eine Vielzahl von Veranstaltungen (Oktoberfest oder Tag der Schiene) statt.

## Öffentliches Engagement
Die BUG-Unternehmensgruppe unterstützte in der Vergangenheit als eines von mehreren Unternehmen langjährige Arbeitssuchende aus dem Raum Ost-Brandenburg mit dem Angebot einer Ausbildung zum Gleisbauhelfer sowie Weiterbildungen in ihrem Betrieb. Im Anschluss stellte das Mutterunternehmen den Ausgebildeten feste Arbeitsverträge in Aussicht.